# Tadeusz Morawa
Tadeusz Morawa (ur. 19 października 1921 w Nowym Targu, zm. 20 listopada 2008 tamże) – polski żołnierz, długoletni więzień polityczny okresu PRL.

## Życiorys
Szkołę podstawową i gimnazjum ukończył w Nowym Targu, a liceum Ogólnokształcące im. Jana Śniadeckiego w Oszmianie koło Wilna. Wojna zastała go w Tuczynie na Wołyniu podczas służby w jednostce obrony narodowej, gdzie pracował przy umacnianiu fortyfikacji. Po wkroczeniu 17 września 1939 r wojsk sowieckich zarejestrował się z matką i siostrą jako "bieżeńcy" z zamiarem powrotu do Nowego Targu. Zimą 1940 r wywożono ich na Syberię. Uciekł z transportu na stacji kolejowej w Równem. Przez Warszawę dotarł na Podhale. W Nowym Targu zastał brata, który wprowadził go w tajniki życia konspiracyjnego. Działała już na terenie miasta młodzieżowa organizacja, której przywódcą był Emil Pyzowski. W marcu 1940 r były ogromne aresztowania Tadeuszowi Morawie udało się zbiec i odtąd prowadził żywot tzw. "ludzi spalonych". W kwietniu 1941 został zaprzysiężony w powstałej komórce ZWZ/AK, a jego działalność do końca 1943 r polegała przede wszystkim na kolportowaniu prasy i zbieraniu informacji o okupancie. W 1944 r po nawiązaniu kontaktu z dowódcą obwodu Nowy Targ Inspektoratu AK Nowy Sącz Adamem Stabrawą ps. "Borowy" został przydzielony do ochrony komendanta obwodu nowotarskiego. W lipcu 1944 został wcielony do oddziału partyzanckiego Juliana Zapały ps. "Lampart". W tym czasie tj. od lipca do września brał udział w rozbrajaniu hlinkowców w Nowej Białej, Harkabuzie, Podwilku, Sromowcach oraz Spiskiej Starej Wsi, a od 22 września był żołnierzem 1 Pułku Strzelców Podhalańskich Armii Krajowej. Od 18-21 października brał udział w bitwie ochotnickiej. Po utworzeniu 1 PSP AK we wrześniu przeszedł do plutonu ochrony dowództwa, gdzie pełnił funkcję łącznika. W 1 PSP AK w grupie partyzantów z cenzusem ukończył skrócony kurs szkoły podchorążych rezerwy piechoty. Był awansowany dwukrotnie do stopnia starszego strzelca i kaprala podchorążego.
Działalność w AK w której używał pseudonimu "44" Tadeusz Morawa zakończył z chwilą jej rozwiązania w styczniu 1945 r. 25 stycznia 1945 został odznaczony Brązowym Krzyżem Zasługi z Mieczami, a następnie z Londynu w 1949 r został awansowany do stopnia podporucznika rozkazem dz. z 15.08.1949 r, legitymacja nr 36789 i otrzymał równocześnie Srebrny Krzyż Zasługi z Mieczami. Wczesną wiosna tego roku wstąpił do organizacji "Nie", a po 2 września założył w Nowym Targu komórkę Zrzeszenia "WiN".

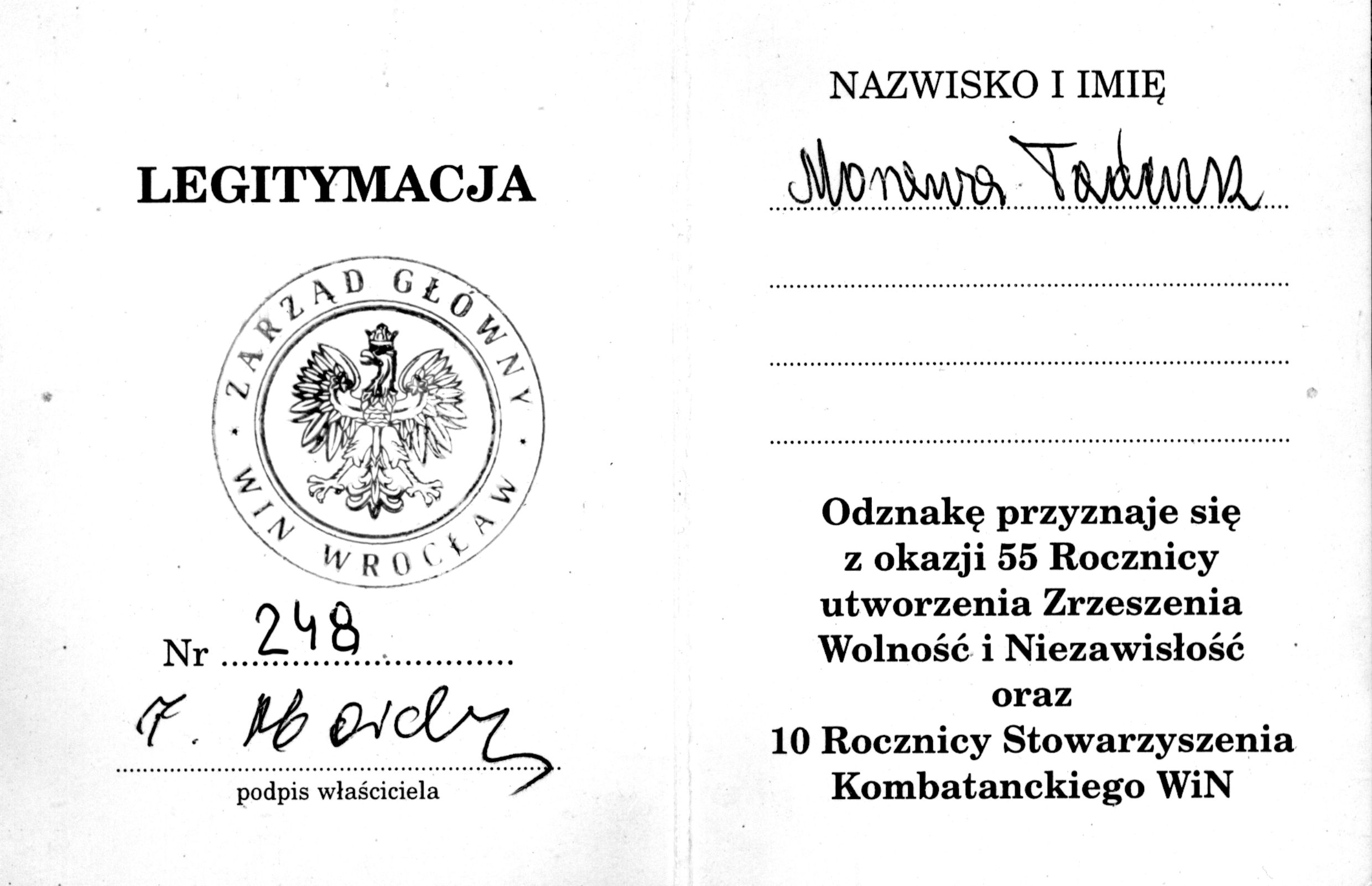
Legitymacja WiN wydana przez Zarząd Główny WiN we Wrocławiu.

Jednocześnie od 15 września 1945 r został zatrudniony jako kierownik Kancelarii Ogólnej Powiatowej Komendy MO w Nowym Targu. Zorganizował w strukturach MO i PUBP w Nowym Targu siatkę informatorów, przy pomocy których zbierał dane o członkach PPR, funkcjonariuszach MO i UB oraz działalności i planach tych instytucji. Na podstawie tych informacji przygotowywał comiesięczne raporty wywiadowcze o sytuacji polityczno-społecznej w powiecie nowotarskim, które od jesieni 1945 r. przekazywał Wieńczysławowi Kołłątajowi ps. "Owczarz" – szefowi Brygad Wywiadowczych/wywiad Zrzeszenia "WiN" / w Nowym Targu. Walkę prowadzono bez broni, w sposób pokojowy, demaskując wszelkie przejawy przekraczania prawa w tym z zastosowaniem znanych metod NKWD, jak stosowanie terroru i metod barbarzyńskich w śledztwie, zarówno przez UB, jak i MO, demaskowano wówczas tych, którzy wykazywali nadgorliwość przy wykonywaniu poleceń służb specjalnych doradców sowieckich. Materiały przekazywane pochodziły z pierwszej ręki i dotyczyły organizowania władzy ludowej na Podhalu, a także krwawych dni Podhala.

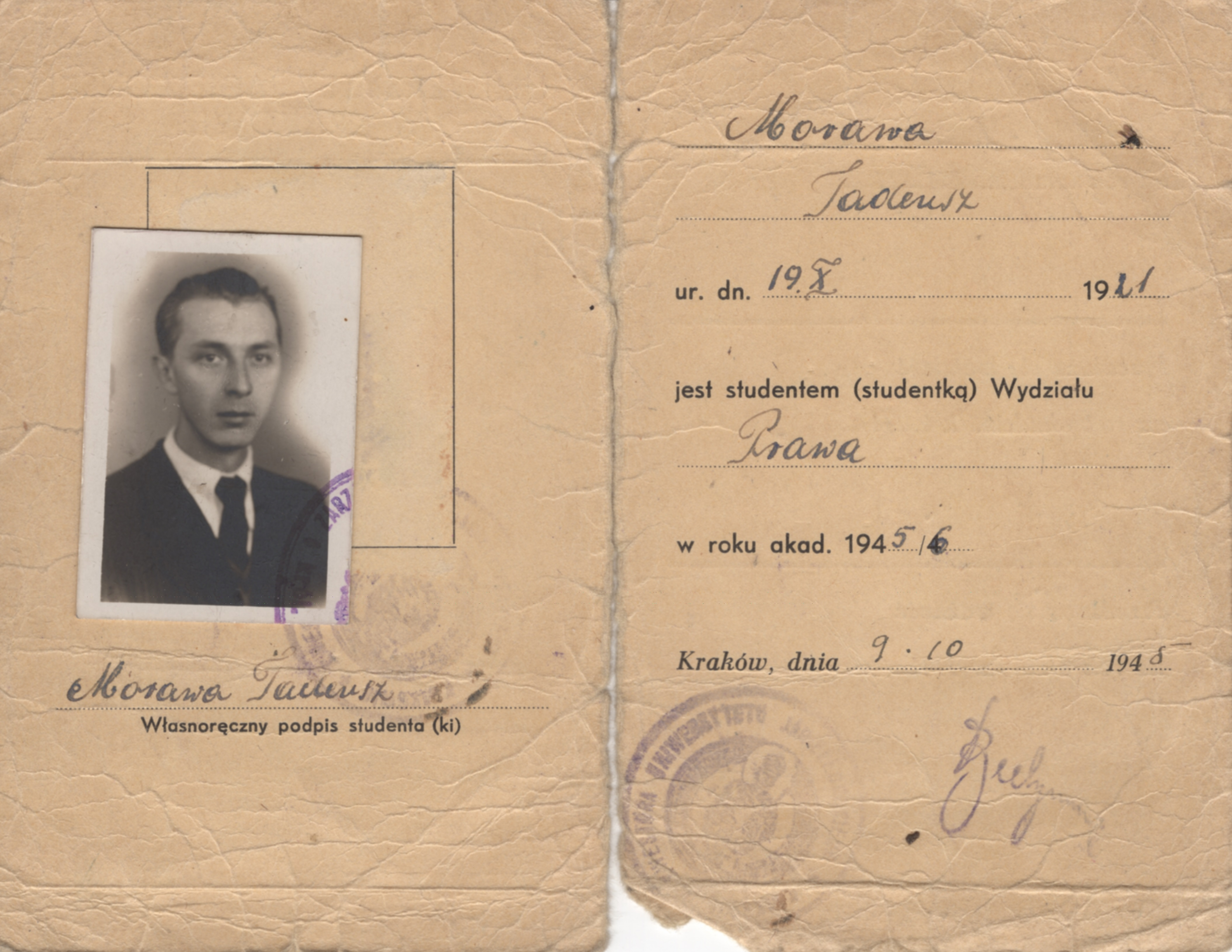
Legitymacja Tadeusza Morawy, studenta prawa Uniwersytetu Jagiellońskiego w Krakowie.

Z dniem 01.05. 1946, w związku ze studiami na Wydziale Prawa UJ na własna prośbę przeniesiony do Komendy Miejskiej MO w Krakowie.

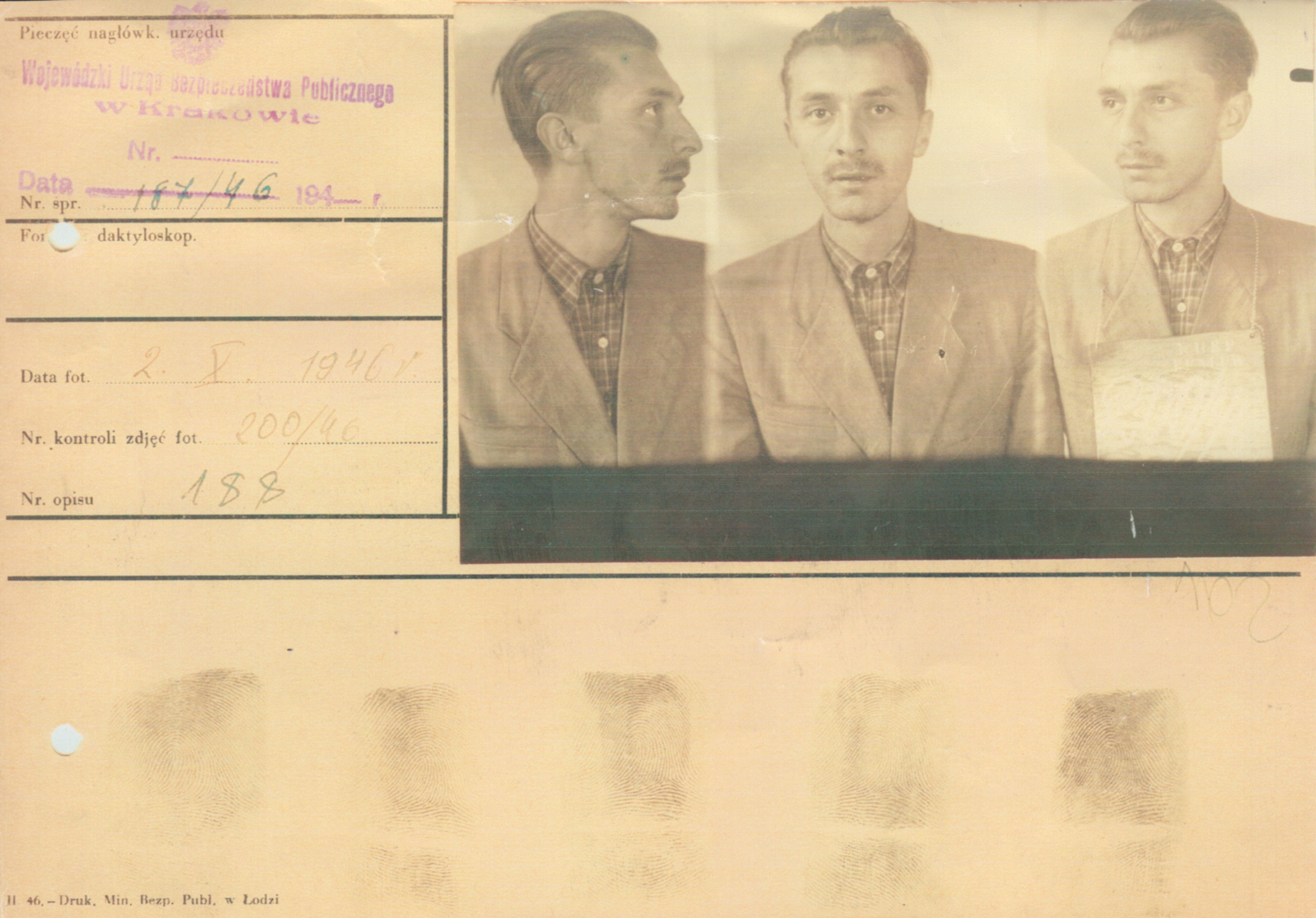
Fotografia wykonana w areszcie WUBP przy Placu Inwalidów w Krakowie.

Następnie jako student II roku prawa na UJ aresztowany jako "wróg PRL" dn. 20.09.1946, osadzony w więzieniu przy Placu Inwalidów w Krakowie, ponieważ przekazywał informacje z pracy, łamiąc tajemnicę służbową. Skazany przez Rejonowy Sąd Wojskowy w Krakowie za działalność wywiadowczą dn.28.06.1947 z artykułu 7 dekretu z dn.13 06 1946 oraz z artykułu 86 par.2 KKWO na łączną karę 10 lat więzienia, utratę praw publicznych i obywatelskich na 2 lata oraz przepadek mienia.

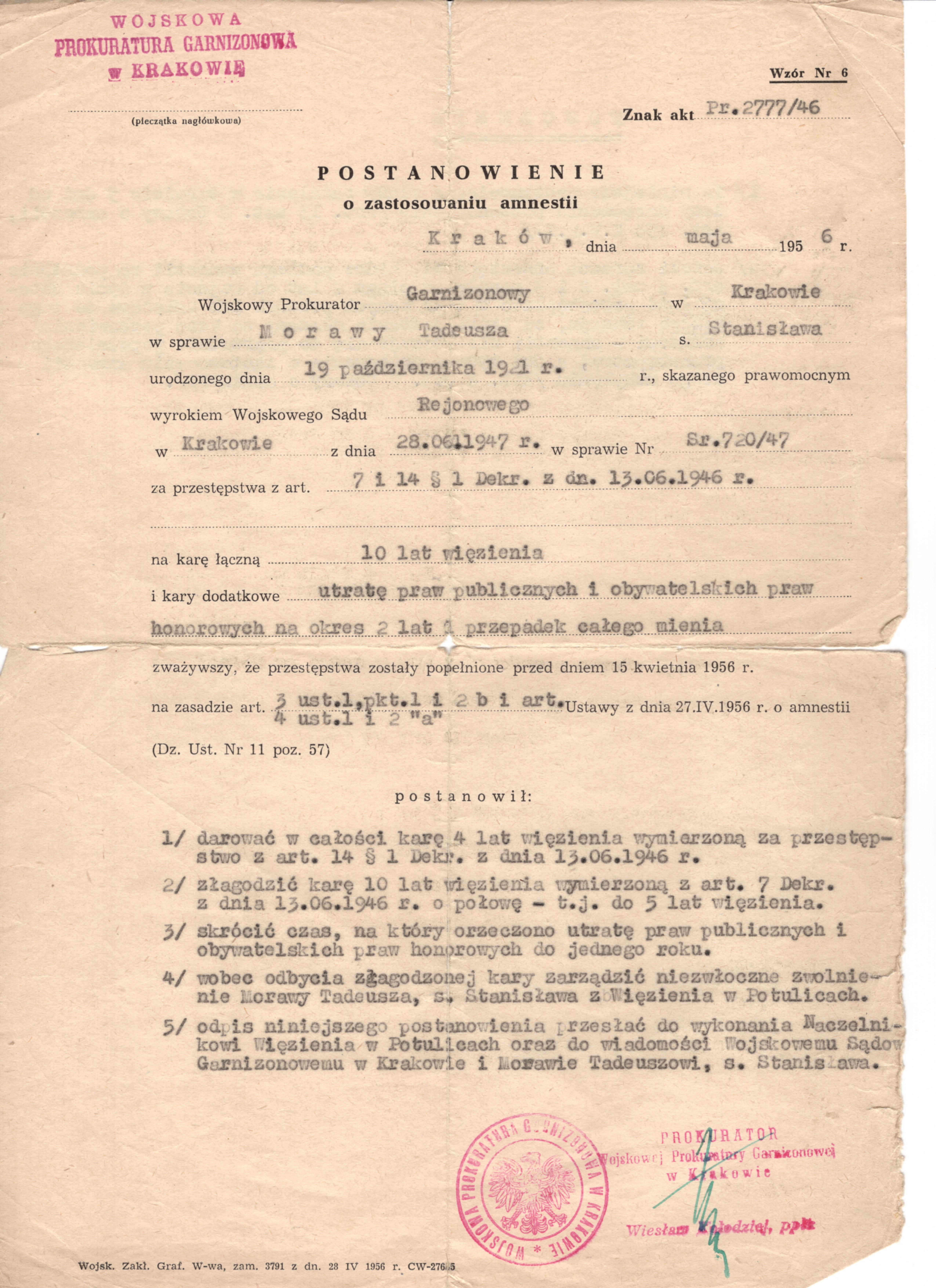
Zwolnienie Tadeusza Morawy z zakładu karnego w Potulicach po odsiedzeniu 9 lat i 8 miesięcy z łącznych 10 lat skazania.

Zwolniony został 14 maja 1956 r z więzienia z Potulic po 9 latach i 8 miesiącach pobytu w 9 ośrodkach odosobnienia, w tym we Wronkach 5 lat. Od roku 1958 włączył się w nurt działalności AK polegający na popularyzacji właściwej wiedzy o niej, sławieniu jej dobrego imienia: piórem, słowem, poezją, muzyką i śpiewem. Jego pieśni partyzanckie oraz patriotyczne utwory poetyckie Jadwigi Apostoł Staniszewskiej były nagrane oraz emitowane w Radiu Watykańskim.

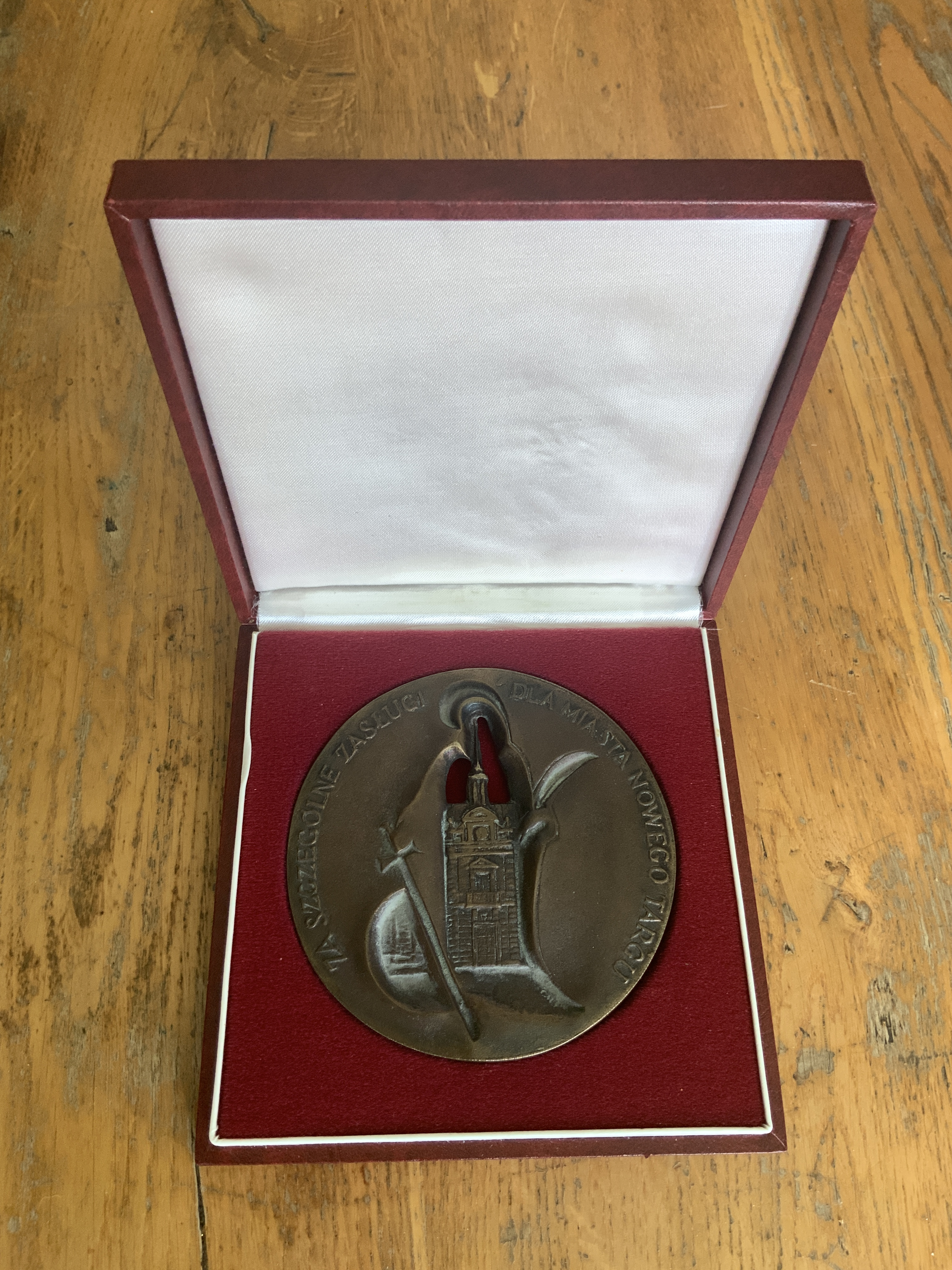
Medal za szczególne zasługi dla miasta Nowy Targ nadany Tadeuszowi Morawie 11 listopada 1996 roku przez Radę Miasta Nowy Targ.

W latach 1981–1989 Tadeusz Morawa był jednym z organizatorów uroczystości patriotycznych oraz mszy za Ojczyznę. W okresie stanu wojennego organizował wykłady o tematyce historyczno-patriotycznej. Ponadto zajmował się organizacją zbiórki pieniężnej dla osób internowanych oraz kolportażem ulotek i czasopism podziemnych m.in. pisma "Janosik", wydawanego w latach 1982–1989 na terenie byłego województwa nowosądeckiego. W 1988 r. był jednym z inicjatorów odbudowy Kopca Wolności w Nowym Targu. Z uwagi na prowadzoną działalność antykomunistyczną był inwigilowany przez SB do 1989 r. Zmarł 20 listopada 2008 r. w Nowym Targu, pośmiertnie odznaczony Krzyżem Oficerskim Orderu Odrodzenia Polski oraz Krzyżem Wolności i Solidarności.

## Odznaczenia
- Odznaka Zrzeszenia WiN nr 248 nadana Tadeuszowi Morawie w 2000 roku.Brązowy Krzyż Zasługi z Mieczami

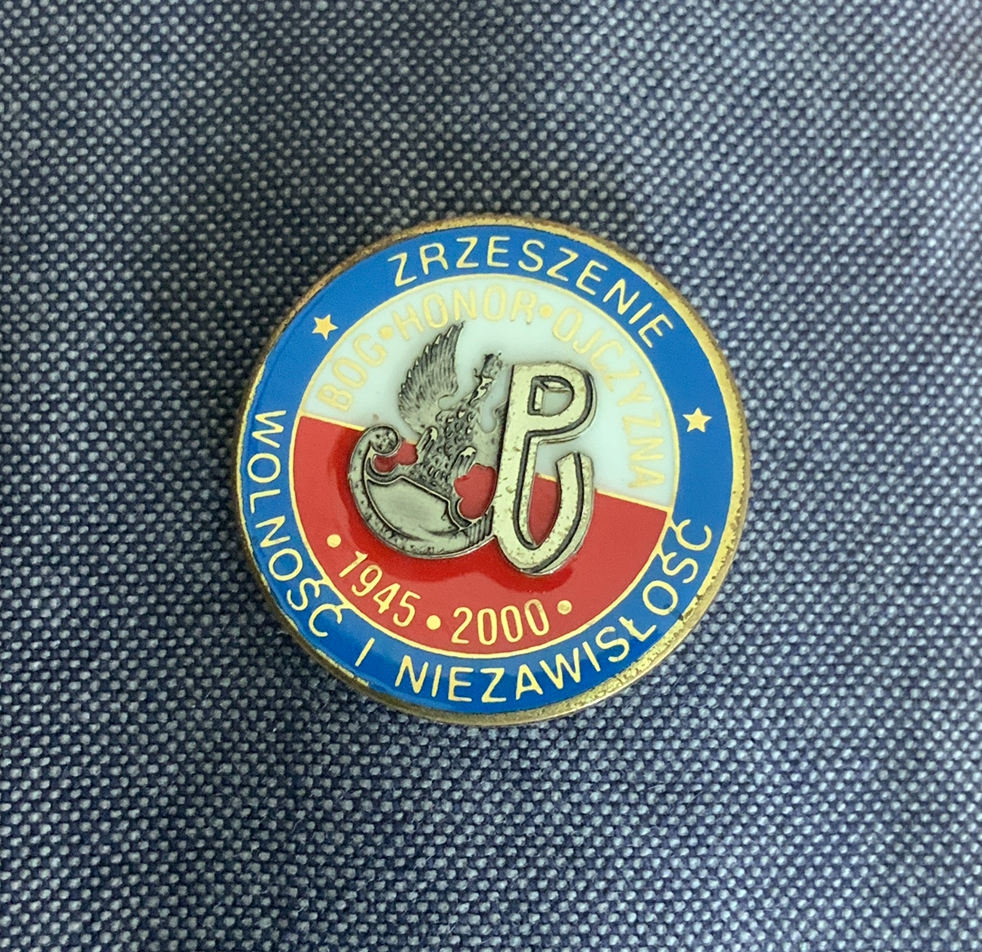
Odznaka Zrzeszenia WiN nr 248 nadana Tadeuszowi Morawie w 2000 roku.

- Srebrny Krzyż Zasługi z Mieczami – 36789 Londyn-15 08.1949
- Krzyż Armii Krajowej – 39405 Londyn-11.08.1987
- Medal Wojska – 41987 Londyn 15.08.1948
- Krzyż Partyzancki – 176-96-395-12 .12.1996
- Medal „Pro Memoria” – 664/KU/05-29.12.2005
- Odznaka pamiątkowa Akcji „Burza” – legitymacja nr. 997 nadana w 1994 rokuOdznaka pamiątkowa Akcji „Burza” nadana Tadeuszowi Morawie w 1994 roku.

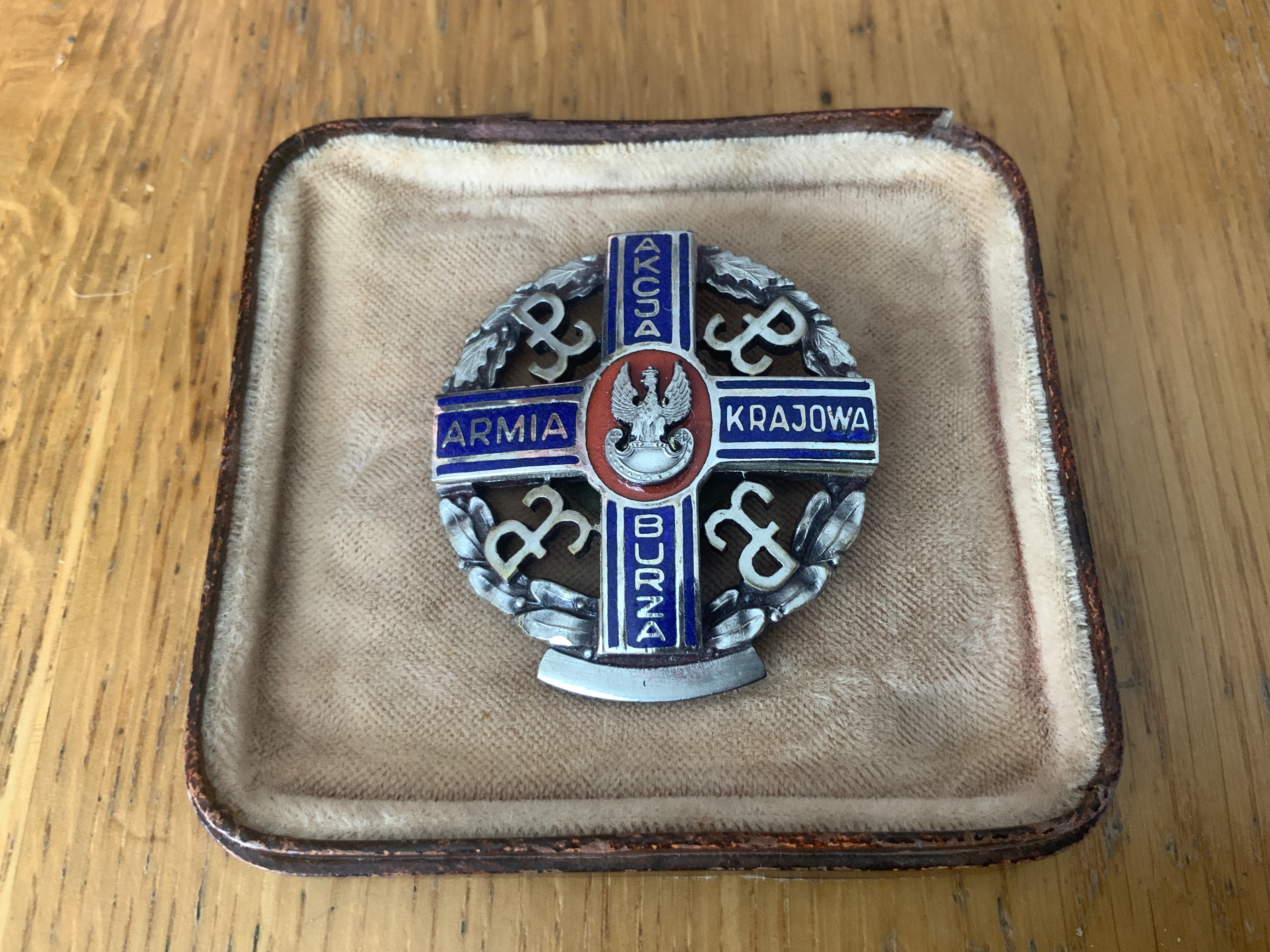
Odznaka pamiątkowa Akcji „Burza” nadana Tadeuszowi Morawie w 1994 roku.

- Medal za szczególne zasługi dla Miasta Nowego Targu – Uchwala rady miasta nr. 56/ XXXIX /96 z dn. 17.10.1996
- Weteran Walk o Wolność i Niepodległość – patent nr. 20345, rok 2001
- Odznaka Weterana  Walk o Niepodległość – legitymacja nr. 29296
- Odznaka Zrzeszenia WiN – nr 248
- Honorowa Odznaka Żołnierza 1 PSP AK – legitymacja nr. 232
- Krzyż Oficerski Orderu Odrodzenia Polski – legitymacja nr. 120-2008-8
- Krzyż Wolności i Solidarności – nr 478/2022